# Secrets Surrendered (Before They're Even Kept)
Secrets Surrendered (Before They're Even Kept) är Dynamo Chapels första och enda studioalbum, utgivet 2002.

## Låtlista[1]
1. "It's Unforgivable"
2. "City Bad Boys"
3. "If Things Get Rough (Call for Me)"
4. "Take It Back"
5. "You'd Only Tear Us Apart"
6. "Of Course She Can"
7. "Come Shine a Light"
8. "So Alone"
9. "Aiming for the Sun"
10. "If There's a Darkness"
11. "Still a Man"

## Mottagande
Skivan snittar på 3,5/5 på Kritiker.se, baserat på fyra recensioner.

## Listplaceringar
| Lista (2002) | Topplacering |
| ------------ | ------------ |
| Sverige      | 48           |